# Боже правде
„Боже правде“ је химна Републике Србије, дефинисана чланом 7 Устава. „Боже правде“ је такође била химна Кнежевине Србије и Краљевине Србије до 1918. године, када је створена Краљевина Срба, Хрвата и Словенаца. Предложена верзија текста као химне одређена је законом 11. маја 2009. Изворна песма настала је 1872. године, када је Јован Ђорђевић, инспирисан сатиричном Змајевом Народном химном, написао речи на музику Даворина Јенка. Композиција Јозефа Хајдна Царска химна имала је великог утицаја на мелодију. Песма је представљала завршницу позоришне представе „Маркова сабља“, осмишљене поводом пунолетства Милана Обреновића. Огромна популарност речи и мелодије допринеле су да ова песма постане званична српска државна химна. Деведесетих химне непрестано су се мењале са променом државног уређења и владара. За време власти Милана Обреновића, певало се кнез Милана Боже спаси, да би и то било промењено успостављањем Милана за краља. Накнадно је исти стих морао бити препеван за време владавине краља Петра I и краља Александра I.. Након Мајског преврата, химна је поново уведена 1909, на рођендан краља Петра 29. јуна (12. јула). За време Краљевине Срба, Хрвата и Словенаца (касније Краљевине Југославије), „Боже правде“ је представљала део тадашње државне химне.
Такође је била коришћена као химна Републике Српске Крајине, од 19. децембра 1991. године када је усвојена на заједничкој седници Скупштине САО Крајина и уставом уведена у употребу, па све до хрватске окупације.
„Боже правде“ је била и химна Републике Српске, од 1992. до 2007, када је Уставни суд Босне и Херцеговине одлучио да је њена употреба неуставна.
Изворне речи претрпеле су извесне измене при одређивању званичног текста химне Србије. На три места, српског краља замењено је са српске земље, а стих српског краља Боже храни замењен је са Боже спаси, Боже брани.
Деведесетих година, „Востани Сербије“ и „На Дрину“ су такође предлагани за државну химну. „На Дрину“ је добила већину на референдуму одржаном 1992. године, међутим ова одлука никада није званично усвојена.

## Текст

### Химна Републике Србије
Боже правде, ти што спасе 

од пропасти досад нас,

чуј и одсад наше гласе 

и од сад нам буди спас.

Моћном руком води, брани

будућности српске брод,

Боже спаси, Боже храни,

српске земље, српски род!

Сложи српску браћу драгу 

на свак дичан славан рад,

слога биће пораз врагу 

а најјачи српству град.

Нек на српској блиста грани

братске слоге златан плод,

Боже спаси, Боже храни 

српске земље, српски род!

Нек на српско ведро чело 

твог не падне гнева гром

Благослови Србу село 

поље, њиву, град и дом!

Кад наступе борбе дани 

к' победи му води ход

Боже спаси, Боже храни,

српске земље, српски род!

Из мрачнога сину гроба 

српске славе нови сјај

настало је ново доба

Нову срећу, Боже дај!

Отаџбину српску брани

петвековне борбе плод

Боже спаси, Боже брани

моли ти се српски род!

### Некадашња Химна Краљевине Србије
1. ↑  оригинално: „српског краља, српски род!”
2. ↑  оригинално: „српске круне нови сјај”
3. ↑  оригинално: „Краљевину српску брани”
4. ↑  оригинално: „српског краља, Боже храни”

### Скраћена верзија химне Републике Србије
Боже правде, ти што спасе

од пропасти досад нас,

чуј и одсад наше гласе 

и од сад нам буди спас.

Моћном руком води, брани 

будућности српске брод,

Боже спаси, Боже храни,

српске земље, српски род!

Боже спаси, Боже брани

моли ти се српски род!